# El Gastor
El Gastor es un municipio y localidad de España, en la provincia de Cádiz, Andalucía. Forma parte de la Ruta de los Pueblos Blancos y su término municipal limita al norte con Algodonales; al sur con Grazalema; al este con Montecorto (Málaga); y al oeste con Zahara de la Sierra. Se encuentra situada a una altitud de 590 metros y a 131 kilómetros de la capital de provincia, Cádiz.

## Símbolos
Escudo

Diseño utilizado por el Ayuntamiento de El Gastor

El escudo heráldico municipal fue aprobado en el Decreto 1428/1970 de 8 de mayo, por el que se autorizaba al Ayuntamiento de El Gastor para adoptar su Escudo Heráldico Municipal, y publicado en el Boletín Oficial del Estado el 26 de mayo de 1970. Así mismo, se inscribió en el Registro Andaluz de Entidades Locales tras la Resolución de 30 de noviembre de 2004, de la Dirección General de Administración Local, por la que se admitía la inscripción en el Registro Andaluz de Entidades Locales de los símbolos de éstas, aprobados con anterioridad a la entrada en vigor de la Ley 6/2003, de 9 de octubre, de símbolos, tratamientos y Registro de las Entidades Locales de Andalucía. Su descripción la siguiente:

Escudo cortado en campaña: 1º, de plata, la torre en su color, sumada de un león naciente de gules, con una espada de oro en la diestra, la torre siniestrada de una escala que en ella se apoya, 2º, de sinople, el castor de plata. Al timbre, corona real abierta.

## Historia

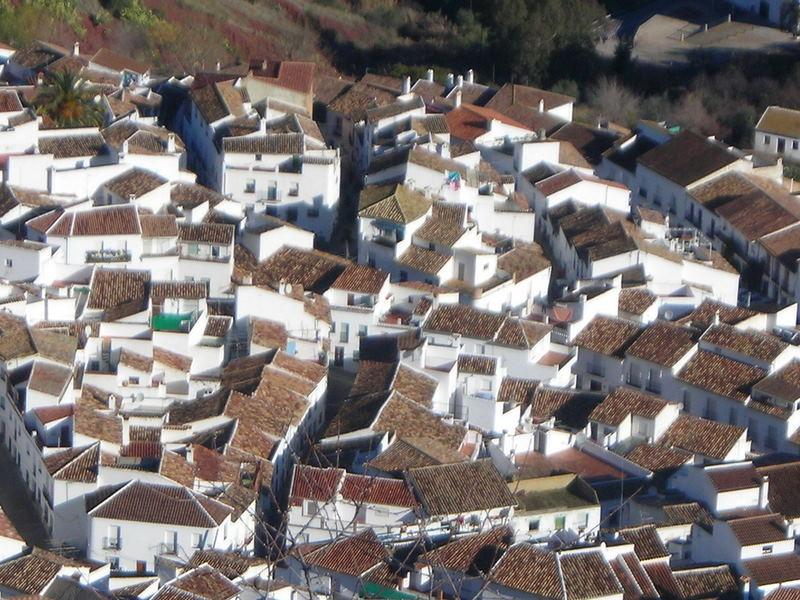
Vista panorámica del pueblo. Enero de 2008

En época prehistórica se puede confirmar la presencia del hombre por estos parajes mediante descubrimientos arqueológicos, prueba de ello la existencia del Dolmen del Gigante conocido como "Tumba del Gigante" en el término municipal. De época Romana han aparecido monedas acuñadas por el Emperador Augusto.

### Guerra de Granada
Documentalmente se tiene constancia de que el emplazamiento donde se ubica El Gastor fue plaza militar de Zahara de la Sierra ya en 1369 con el rey Alfonso XI de Castilla. En 1407 su matriz Zahara de la Sierra es ocupada por los cristianos, recuperándola de nuevo los musulmanes en 1481; definitivamente Zahara de la Sierra es reconquistada por Rodrigo Ponce de León a los musulmanes el 28 de octubre de 1483. 
Coincidiendo con el final de la Guerra de Granada, y culminado el proceso histórico de la Reconquista, los Reyes Católicos conceden a Rodrigo Ponce de León (VII señor de Marchena, III conde de Arcos, II y último marqués de Cádiz, I duque de Cádiz (1484), en diciembre de 1490 el I marquesado de Zahara y el Señorío de las Siete Villas, en pago por reconquistar la Villa de Zahara de la Sierra (1483), "Las Siete Villas"; Archite, Castillo de Aznalmara, Castillo de Cardela, Benaocaz, Ubrique, Grazalema y Villaluenga del Rosario (1485) y obtuvo además el Palacio de Marchenilla (lugar donde se emplaza la actual localidad de El Bosque), como lugar de residencia de caza y sus alrededores por su participación junto a otros caballeros en la guerra que supuso el final del reino nazarí de Granada del rey Boabdil (enero de 1492), integrándose por tanto todas estas villas reconquistadas a la Corona de Castilla. 
El 28 de agosto de 1492 fallece Rodrigo Ponce de León. Los Reyes Católicos negocian con su hija Francisca Ponce de León y Jiménez de la Fuente, IV y última condesa de Arcos y su esposo (primo) Luis Ponce de León de la Casa de Villagarcia, la supresión y permuta del marquesado y del ducado de Cádiz para adherirlos a la Corona de Castilla; concediendo así la reina de Castilla Isabel I la Católica el 20 de enero de 1493 por elevación del condado de Arcos, a su hijo primogénito Rodrigo Ponce de León en compensación a I duque de Arcos, II marqués de Zahara, I Señorío de las Siete Villas, I conde de Casares, IX señor de Marchena y VI Casa de Villagarcia.

### Origen de la Población
El origen se remonta a la política de repoblación de las villas reconquistadas por Rodrigo Ponce de León adheridas a la Corona de Castilla a mediados del siglo XV, por parte de su nieto homónimo, heredero de la casa de Arcos, Rodrigo Ponce de León en 1520. El reparto de la tierra que proclama el I duque de Arcos, marca el origen de la colonización de la Villa de El Gastor, creándose en principio como núcleo agrario y comercial. La existencia de una fuente dio lugar a la construcción de las primeras casas, atrayendo a vecinos de su matriz Zahara a colonizar las tierras existentes a los pies del Pico Lagarín.
Entre los siglos XV y XVIII, la Puebla de Castores (El Gastor), al igual que la Puebla de Algodonales (Algodonales) y La Muela; pertenecía jurisdiccionalmente y formaba parte del Marquesado y Señorío de Don Rodrigo Ponce de León y Ponce de León, I Duque de Arcos y II Marqués de Zahara. La Puebla de Castores (El Gastor), tenía jurisdicción pedánea, y la autoridad era un Alcalde nombrado por la Villa de Zahara y confirmado por el duque.

### Guerra de la Independencia
Durante la invasión Francesa fue cuna de bandoleros, entre ellos el destacado José María El Tempranillo que tenía novia en El Gastor. Coincidiendo con el final de la guerra de la independencia, El Gastor se independiza de su matriz Zahara, recibiendo el Título de Villa en 1834. 

### Guerra Civil
Durante la Guerra Civil, el pueblo fue dominado por el bando nacional de la Falange, sufriendo una dura posguerra con grandes represiones. De ahí salieron en la serranía los bandoleros como Diego Corrientes, El Cerrito o Potaje, que fue muerto en la sierra de Zahara y paseado su cadáver en una mula por el pueblo de El Gastor.

### Citas y Descripciones
- Pascual Madoz: Vecindad con ayuntamiento en la provincia de Cádiz (21 leguas), part* judicial de Olvera ( 2 ) , dióc, audiencia territorial y ciudad g. de Sevilla (15) SIT* á la izquierda del r.Guadalete y falda sept. de uno de los cerros ma" yores de la sierra de Ronda llamado el Tajo o Peñón de Algarin, con buena ventilación especialmente del Este y CLIMA frío, siendo las enfermedades más frecuentes flegmasías. Tiene 3 1 5 C A SAS formando cuerpo de población, distribuidas en una plaza y varias calles ; escuela de instrucción pública concurrida por 50 alumnos, dotada con 6 reales diarios; otra de niñas sin asignación , á la que asisten 3 0 ; iglesia parroquial de entrada (San José) servida por un cura cuya vacante es de provisión ordinaria, y una fuente de aguas ferruginosas y sulfurosas de la que se surten los veciudad Confina el término al N. con el de Olvera ( 1 /2 leguas); E. el de Ronda (provincia de Málaga); S . Grazalema (partido de este nombre), y O. Zahara ( 1 / 2 ) . El TERRENO es seco, pedregoso, arenisco , arcilloso y de calidad mediana con algún monte contiguo á la v. poblado de encinas; baña en parte el término el r. Guadaleteó Sa'ado que tiene su origen en las inmediaciones de Grazalema. Los CAMINOS son locales y se encuentran en mal estado. La CORRESPONDENCIA se recibe 2 veces en la semana traída por balijero de la adm. de Ronda, IND. la agrícola y pecuaria con 3 molinos harineros, PROD. cereales, siendo la mayor cosecha la de trigo ; cría ganado de toda clase , aunque en corto número, y caza de perdices y conejos. POBL. 380 veciudad, 1,200 almas RIQUEZA IMP. 68,523reales

## Demografía
El Gastor cuenta con una población de 1698 habitantes (INE 2024).
| Gráfica de evolución demográfica de El Gastor entre 1842 y 2021                                                     |
| |
| Población de derecho según los censos de población del INE Población de hecho según los censos de población del INE |

## Monumentos

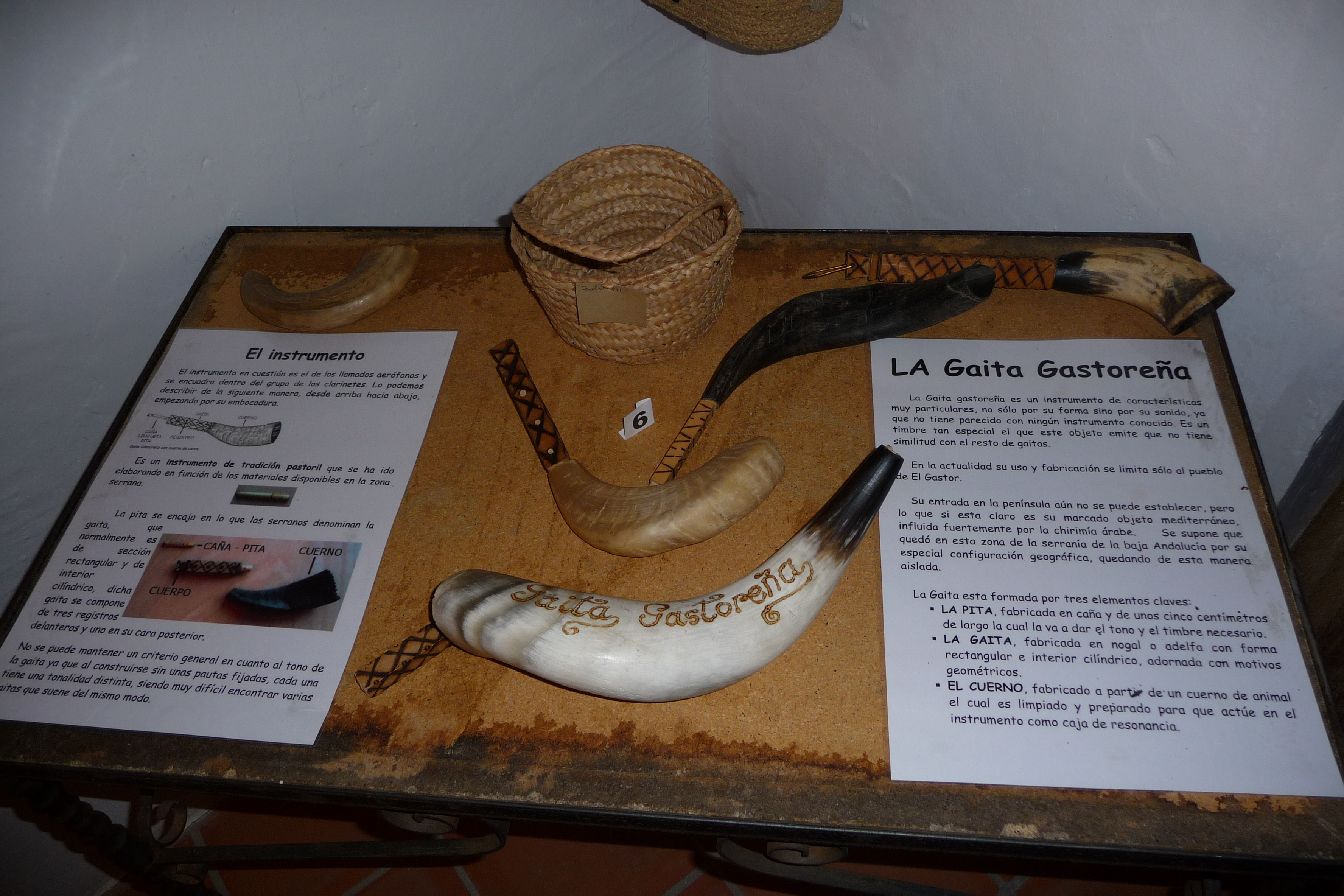
Gaita gastoreña

Es destacable la fabricación y uso de un tipo de gaita autóctona, la gaita gastoreña, instrumento relacionado con otros tipos de gaita de Madrid, Guadalajara y País Vasco, la alboka. La gaita gastoreña es conocida en toda el área de El Gastor y la Sierra de Cádiz.
- Dolmen del Gigante;es una gran tumba de arquitectura megalítica, de corredor con cámara ensanchada, existente en el Peñón Algarín, dentro del término municipal de El Gastor. Es el dolmen de mayor tamaño de la provincia de Cádiz, con grandes ortostatos verticales y cubiertas menolíticas, en buen estado de conservación, a pesar de haber sido objeto de excavaciones incontroladas. Sus coordenadas, interpretables en Google Maps, son: 36.844102,-5.323236.

Para acceder al Dolmen, yendo desde Ronda en dirección hacia Algodonales hemos de coger el primer desvío que nos encontramos a derecha. En esta carretera avanzamos hasta encontrar un desvío (no asfaltado) que pone: "Los Algarrobales". Seguimos unos metros por este camino asfaltado hasta un cartel azul que dice: "Dolmen de El Charcón". El recorrido a partir de este cartel es muy difícil de llevar a cabo en coche, así que se recomienda ir a pie. Es un camino empinado de un kilómetro y medio. Se recorre en menos de una hora. Hay que pasar una verja para llegar al dolmen. Más adelante nos encontramos con un cortijo abandonado, éste se deja a la derecha. Pocos metros más adelante, a la izquierda del camino podemos encontrar el dolmen. Se encuentra justo al lado de una gran encina y no está señalizado.

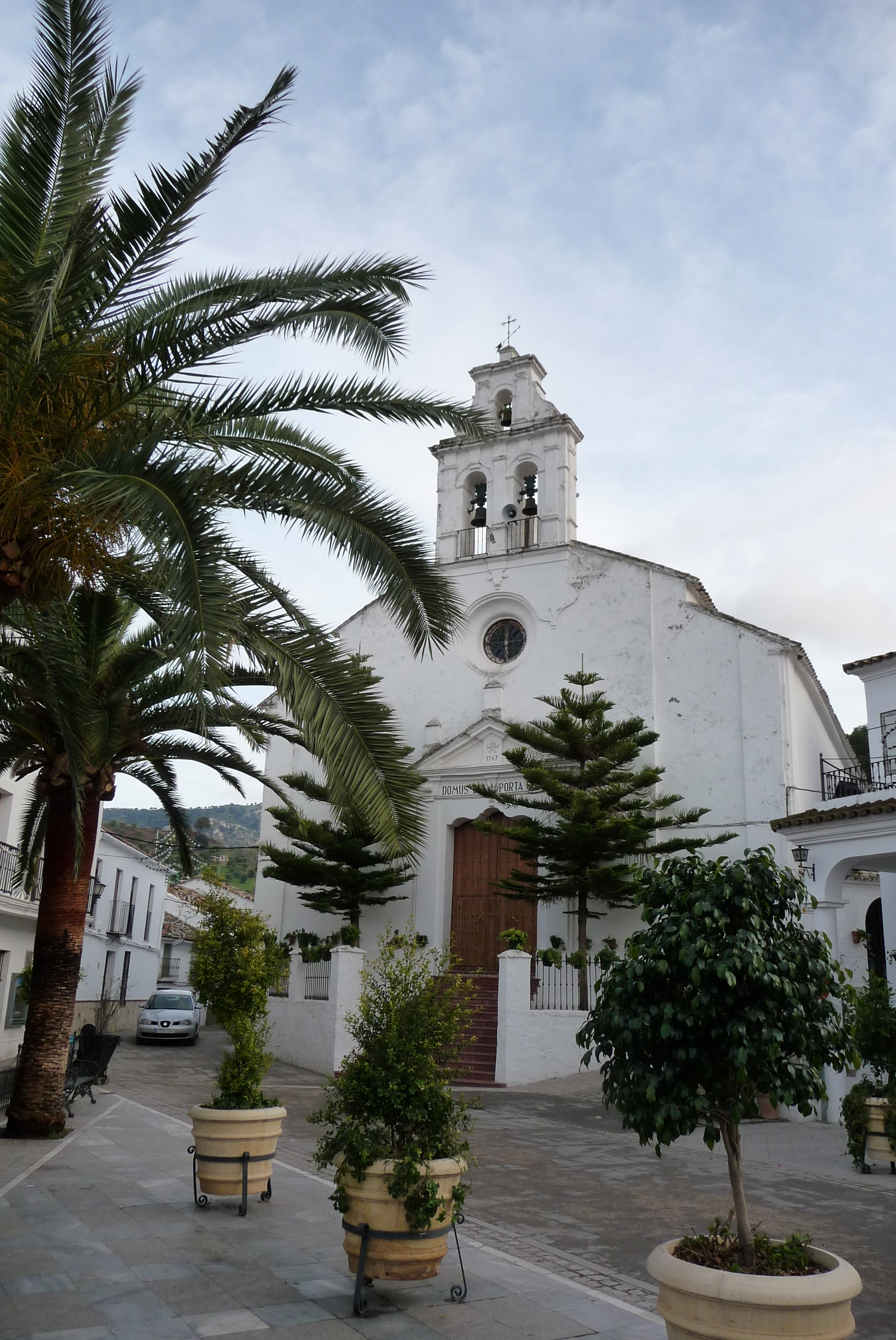
Iglesia

- Iglesia de San José: de estilo neoclásico del siglo XVIII, Iglesia de San José de El Gastor constituye una destacada muestra de la arquitectura religiosa andaluza de la segunda mitad del siglo XVIII, destaca la sobriedad y simplicidad de las líneas de sus fachadas donde resalta la blancura de sus muros y su espadaña. Consta de una planta rectangular de una sola nave con bóvedas de medio caño y Altar Mayor coronado por una cúpula que se remata con un pequeño cimborio. La nave está jalonada por unas pequeñas capillas laterales, cuyo trazado es de arco de medio punto, sobre lo que se sitúa una cornisa de adornos punteados rematados por una moldura y motivos geométricos de yesería. La entrada principal está coronada por una espadaña con un cuerpo de tres campanas y su altura es de 25 metros. Se terminó de construir en el año 1747. En su interior entre las imágenes que se veneran, se encuentra la Patrona la Virgen del Rosario y el Patrón San José.

- Molino de Aceite: actualmente en desuso pero en perfecto estado, con su maquinaria correspondiente: dos piedras giratorias de gran tamaño y peso para la trituración de la aceituna, una máquina de prensado y un depósito para recogida y almacenamiento del aceite obtenido. Pertenece a los Hermanos Palomino, se puede visitar previamente solicitándolo.

- Cueva de Fariña: en la falda del tajo el Algarín en la cara norte, con muy difícil acceso, se encuentra la Cueva Fariña escondite de bandoleros, la entrada es un agujeró de escasas dimensiones, apenas pasa una persona, en el mismo suelo. Al pasar por la pequeña entrada nos encontramos una sala de grandes dimensiones, se encontraron restos de sílex del hombre prehistórico.

- Cueva del Susto: en Arroyomolinos adentrado en el parque natural Sierra de Grazalema, se encuentra la cueva del susto, la entrada en la falda de la sierra entraña dificultad para el acceso a unos cinco metros en pared. Al entrar nos encontramos con fosa de gran profundidad y una pequeña sala, luego nos encontramos con dos galerías a forma de cañón de escopeta por las que solo se puede pasar a rastras, llegamos a una gran sala con multitud de estalactitas, en la siguiente sala que se accede con dificultad, nos encontramos con un inmenso lago subterráneo de donde nace el agua de abastecimiento a los pueblos de Zahara y El Gastor, la multitud de precipicios y la cantidad de agua subterránea que por la Cueva circula, además de ser abastecimiento de antaño de los asentamientos dan origen a su nombre. En la actualidad se encuentra la entrada tapada por desprendimientos

- Museo de Uso y Costumbres Populares José María "El Tempranillo" (El Gastor): está ubicado junto al edificio del Ayuntamiento, en la calle Alta, calle peatonal en la que se encuentra la casa en la que vivió, según la leyenda, la novia de José María "El Tempranilo", famoso bandolero que le da nombre al museo en el cual, según historiadores él se escondía de la justicia.

El Museo de Usos y Costumbres Populares de El Gastor recoge artículos, instrumentos y enseres de nuestro pueblo que muestran las tradiciones y costumbres de este precioso pueblo "Balcón de los pueblos blancos", El Gastor.

## Artesanía

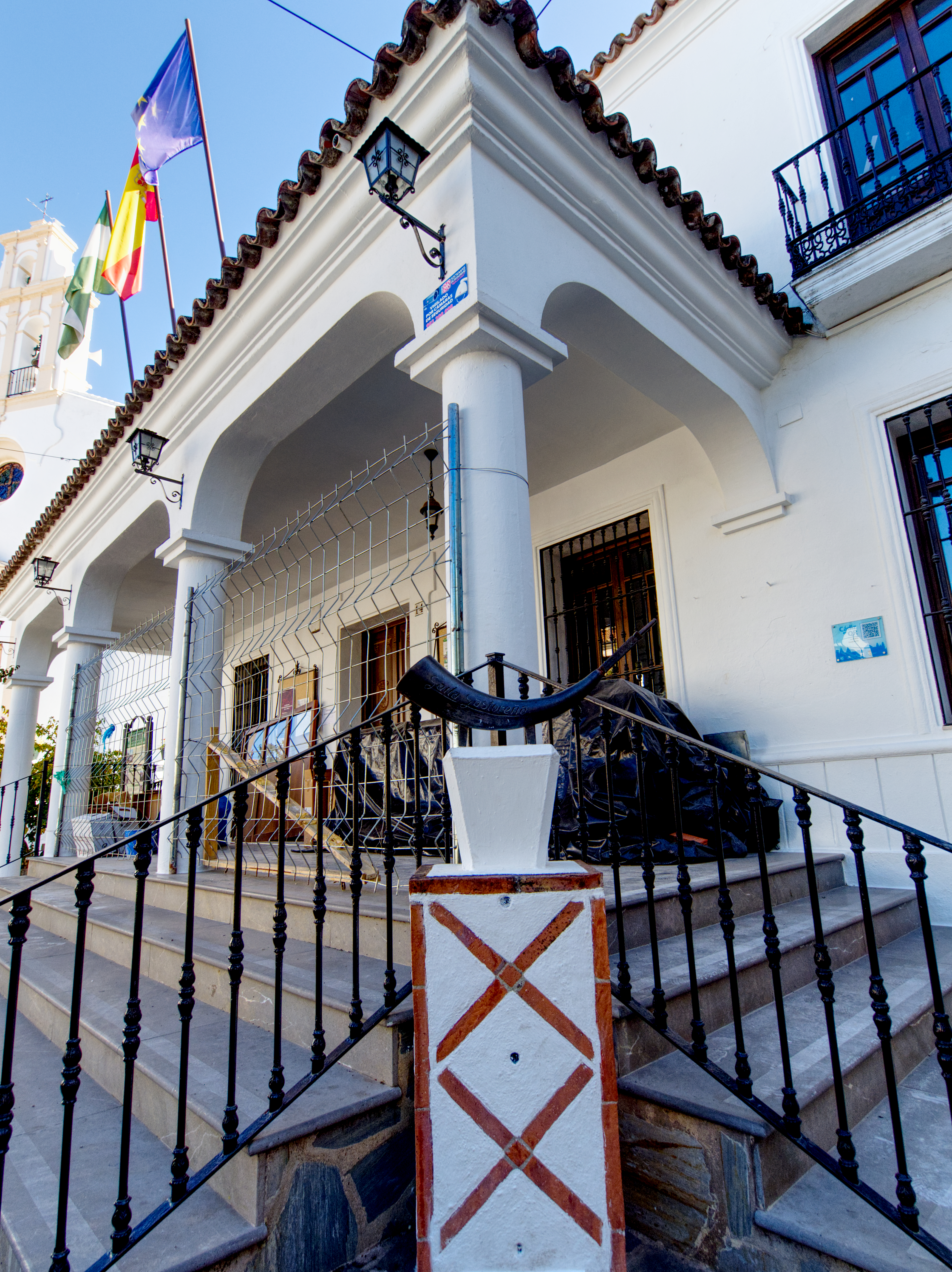
Monumento a la gaita gastoreña

Dentro de la artesanía de El Gastor, lo más popular es la gaita gastoreña, que es un instrumento musical de viento. Consiste en un cuerno de toro o vaca, en cuyo extremo va ubicado un tronco de madera, en donde se coloca una caña fina y pequeña, a la que se conoce como "pita", que es por donde se sopla para que se produzca el sonido. 
Su origen se remonta a los primeros pobladores de la sierra, los Íberos; posteriormente se ve influenciada por la flauta o chirimía árabe, que le da su forma actual y original. Esta gaita está relacionada con otras gaitas, como son las de Madrid, Guadalajara y País Vasco, la alboka. La gaita gastoreña es conocida en toda la Sierra de Cádiz.
- Gaita

Su entrada en la península aún no se puede establecer, pero lo que sí está claro es su marcado carácter mediterráneo. Se supone que quedó en esta zona de la serranía de la baja Andalucía por su especial configuración geográfica, quedando de esta manera aislada. La gaita se tocaba a partir del mes de los muertos (como dicen los serranos) o mes de noviembre. Cuando se adentraba la noche los muchachos alrededor de las fogatas ensartaban las maderas y hacían sus gaitas, así llenaban las noches de los últimos meses del año, con las musiquillas que salían de sus instrumentos. También en las madrugadas se oía el tañir de algún que otro vecino, a la luz de un farol apoyado en la pared (es costumbre tocar el instrumento apoyado en algún sitio). Pasadas las fiestas se dejaban de oír, para el año siguiente construir otra nueva. 
- Pleita

Otro tipo de artesanía popular gastoreña es la elaboración de pleitas, que consiste en una especie de trenzado, que puede llevar de tres a diecisiete ramales hechos con palmas o esparto. Con las pleitas se pueden realizar objetos como: alpargates, esterillas, forros de garrafa...

## Gastronomía
- Pollo campero
- Aceitunas aliñadas
- Sopas pegás
- Castañas asadas
- Guisote

## Celebraciones

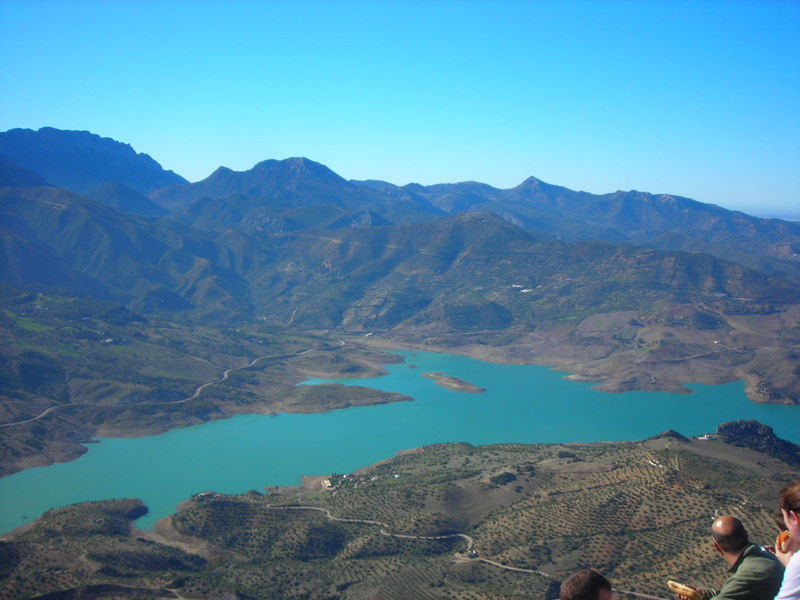
Embalse del Gastor. Enero de 2008

Entre otras celebraciones destaca el Corpus Christi
Desde hace 25 años se celebra anualmente un festival flamenco dedicado a la figura de Diego del Gastor